# Charles Manson

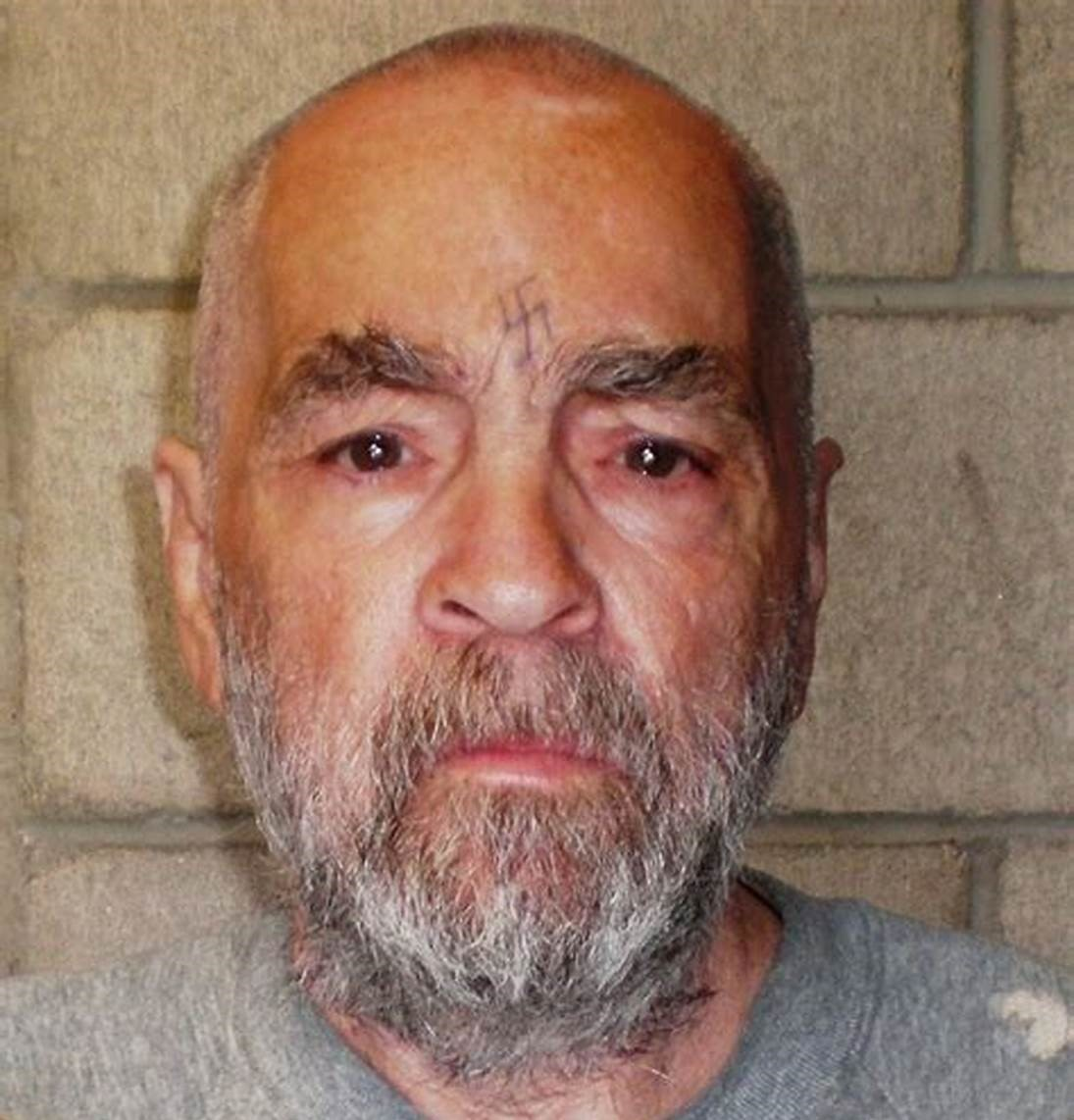
Charles Manson w 2009

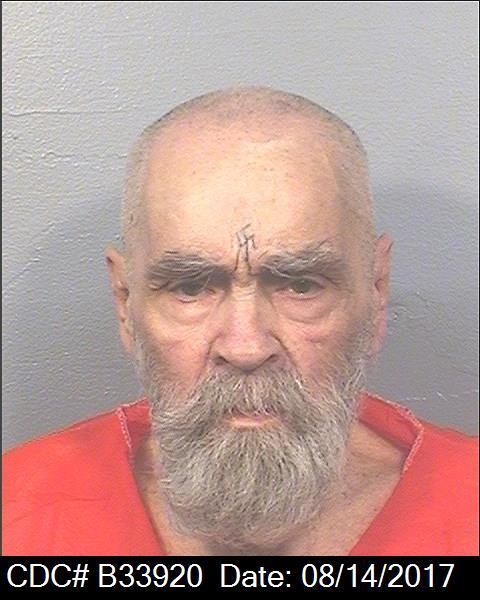
Charles Manson w sierpniu 2017

Charles Milles Manson (ur. 12 listopada 1934 w Cincinnati, zm. 19 listopada 2017 w Bakersfield) – amerykański przestępca, przywódca grupy religijnej „Rodzina”, szerzej znany z działań kryminalnych pod koniec lat 60.

## Życiorys
Charles Manson urodził się jako syn 15-letniej Kathleen Maddox. Jego ojcem najprawdopodobniej był Colonel Scott z Ashland, żonaty mężczyzna, który na wieść o ciąży zniknął z życia Kathleen. Jeszcze przed narodzinami Charlesa, jego matka wyszła za mąż za Williama Mansona, który uznał dziecko za swoje. Małżeństwo rozpadło się szybko, a Kathleen odreagowywała stres imprezując. Kiedy trafiła do więzienia za udział w napadzie i kradzieży, mały Charlie został wysłany do Wirginii Zachodniej, gdzie zamieszkał z wujostwem.
Był drobny jak na swój wiek i nie umiał się odnaleźć w nowym środowisku. Jego edukacja zakończyła się na siódmej klasie.  Pierwszy raz trafił do zakładu poprawczego (za kradzież), gdy miał 9 lat. Następnie większość życia spędzał w więzieniach, skazywany za drobne przestępstwa (kradzieże, wyłudzenia). W krótkich przerwach między kolejnymi aresztowaniami (kilkakrotnie uciekał z więzienia) nagrywał muzykę i zajmował się stręczycielstwem, za co został aresztowany w 1960 i skazany na siedem lat pozbawienia wolności.

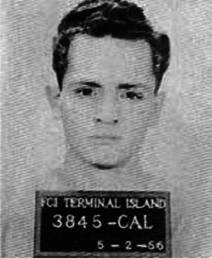
Charles Manson (1956)

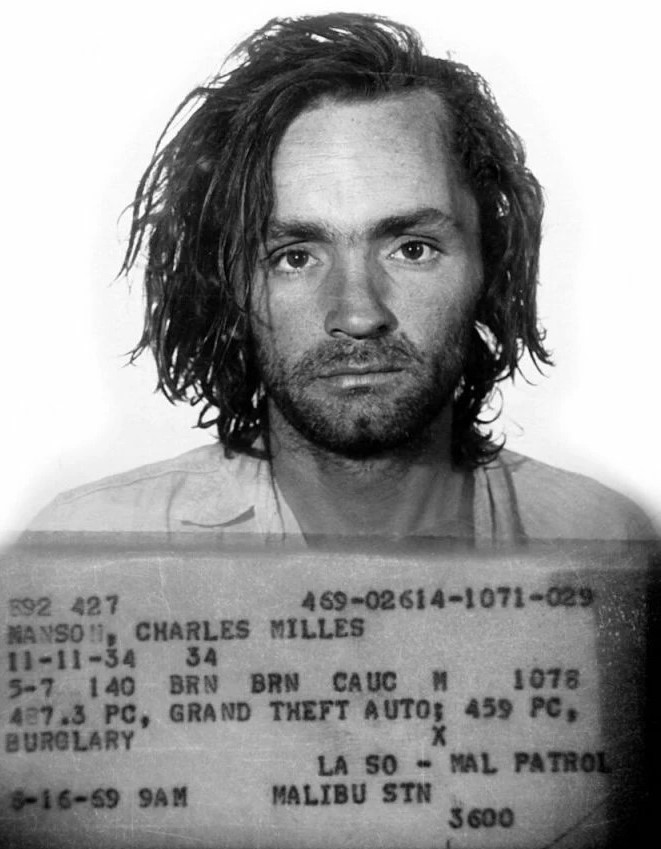
Charles Manson (1971)

### Grupa religijna „Rodzina”
Po wyjściu z więzienia w 1967 założył grupę religijną „Rodzina” (ang. The Family) i stał się jej przywódcą.
Życie grupy koncentrowało się głównie wokół przepowiedni o zbliżającym się Armagedonie. Manson straszył członków grupy nadchodzącą czarnoskórą rewoltą, w czasie której zostanie dokonana rzeź białych. W tym czasie członkowie grupy religijnej mieli się ukryć w Dolinie Śmierci, a następnie wyjść z ukrycia, by odebrać im władzę i uczynić ich niewolnikami.
Kiedy według przepowiedni minął termin wybuchu rewolty, Manson wyjaśnił swoim wiernym, że to oni będą musieli rozpocząć konieczną i nieuniknioną rzeź. Jednym z pierwszych celów ich ataku stał się dom Romana Polańskiego.

### Morderstwo w willi Polańskiego
Nocą z 8 na 9 sierpnia 1969 z inspiracji Mansona kilkoro członków „Rodziny” – Charles Watson („Tex”), Patricia Krenwinkel, Susan Atkins i Linda Kasabian – dokonało głośnego morderstwa w willi wynajętej przez Polańskich w Beverly Hills w Kalifornii przy Cielo Drive (10050). Zbrodnia ta wstrząsnęła światem (Polański był już wtedy znanym reżyserem), a jej diaboliczny charakter uczynił z Mansona jednego z najbardziej znanych i mitycznych morderców-psychopatów w historii kryminologii.
Sekta zamordowała wtedy żonę Romana Polańskiego Sharon Tate, będącą w dziewiątym miesiącu ciąży, oraz jej czworo gości przebywających w domu: Wojciecha Frykowskiego, Abigail Folger, stylistę z Hollywood Jaya Sebringa oraz Stevena Parenta. Po ich zamordowaniu, krwią ofiar wypisali na drzwiach napis „PIG” (świnia). Sprawcy mordu zbiegli, a policja przez dłuższy czas nie mogła wpaść na trop zabójców. Pomógł dopiero przypadek: kilka miesięcy po zabójstwie jedna z jego uczestniczek – Susan Atkins, aresztowana w innej sprawie – „pochwaliła się” innej osadzonej udziałem w morderstwie. Ta poinformowała o wszystkim władze więzienia. Proces bandy Mansona zakończył się w styczniu 1971 roku. Sprawców skazano na dożywotnie więzienie, ponieważ w Kalifornii nie stosowano wtedy kary śmierci.
Motywy ich zbrodni do dziś są niejasne. Charles Manson twierdził, że zainspirowali go Beatlesi, których piosenki interpretował na swój sposób i używał do zdobywania demonicznej kontroli nad swoimi uczniami, których zindoktrynował tak bardzo, że mordowali na jego rozkaz. Z tego powodu prawnicy Mansona w procesie o zabójstwo Sharon Tate rozważali możliwość wezwania na świadków Johna Lennona i Johna Philipsa, aby oni sami zinterpretowali swoje piosenki.
„Rodzinie” udowodniono kilka innych morderstw, m.in. małżeństwa LaBianca oraz nauczyciela muzyki Gary’ego Hinmana. Manson odbywał swój wyrok w kalifornijskim więzieniu stanowym w Corcoran. W kwietniu 2012 roku (w wieku lat 78) bezskutecznie ubiegał się o przedterminowe zwolnienie. 15 maja 2015 w portalu United Media Publishing opublikowano informację o odkryciu w celi ciała Mansona bez oznak życia oraz o uznaniu go za zmarłego po bezskutecznych próbach reanimacji. Doniesienia te zostały zdementowane przez rzecznika władz więziennych.

### Muzyka

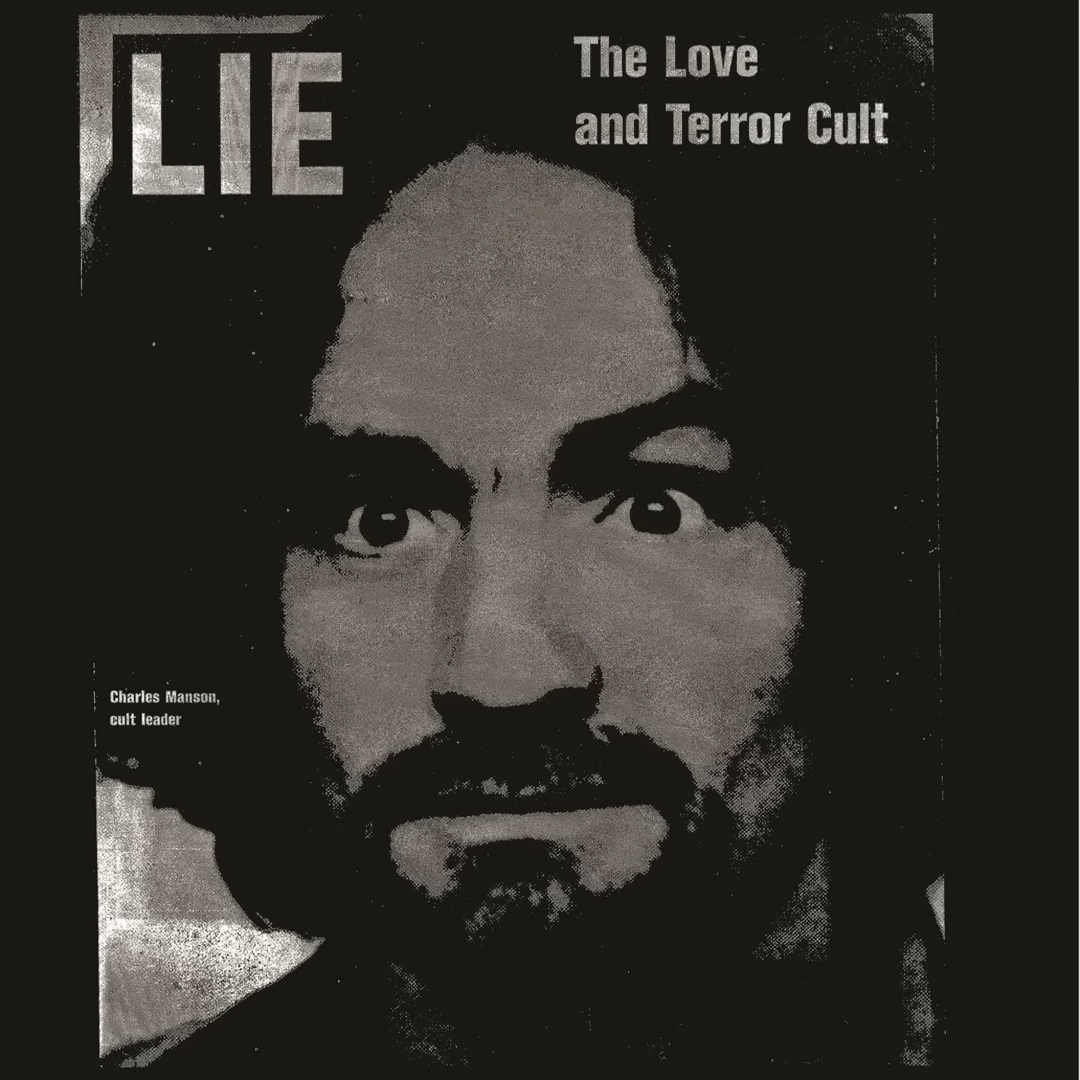
Okładka płyty Lie: The Love and Terror Cult

Przebywając w więzieniu Manson nagrał kilka albumów z pogranicza bluesa i rocka psychodelicznego, które były raczej ciekawostką medialną i nie odbiły się głośniejszym echem w świecie muzyki. 6 marca 1970 nagrał swoją pierwszą płytę zatytułowaną Lie: The Love and Terror Cult, w celu zebrania funduszy na sfinansowanie własnych adwokatów.

### Śmierć
Zmarł z powodu zatrzymania krążenia spowodowanego niewydolnością oddechową i rakiem okrężnicy w szpitalu 19 listopada 2017 roku.

## Charles Manson w kulturze
Czyny i życie Charlesa Mansona inspirują wielu muzyków wywodzących się głównie z nurtów muzycznych takich jak: rock, metal, nu-metal.
Zespół System of a Down, zainspirowany historią Mansona, nagrał piosenkę pod tytułem „A.T.W.A.” (skrót od Air-Trees-Water-Animals). A.T.W.A. była radykalną organizacją ekologiczną, do której należał właśnie m.in. Manson.
Nazwa zespołu Kasabian, początkowo funkcjonująca jako Saracuse, została zaczerpnięta od nazwiska Lindy Kasabian zamieszanej w zabójstwo Sharon Tate, żony Romana Polańskiego, a także od popularnego armeńskiego nazwiska Qasab, oznaczającego rzeźnika.
Marilyn Manson wziął częściowo pseudonim właśnie od Charlesa Mansona.

Zespół Paradise Lost wykorzystał głos Charlesa Mansona w utworze „Forever Failure”. Album Draconian Times z ww. utworem został wydany w 1995 roku. Głos Mansona pojawia się na początku i pod koniec utworu. Charles Manson wypowiada słowa: 

Understand procedure, understand war, understand rules, regulations. I don’t understand sorry. I don’t really know what sorry means.

Jego głos został również wykorzystany przez grupę Death Grips w utworze „Beware” oraz zespół Mount Salem w utworze „Good Times”. Oba zespoły wykorzystały wypowiedzi Mansona: 

I don’t want to take my time going to work. I’ve got a motorcycle and a sleeping bag, and ten or fifteen girls, what the hell I want to go off and go to work for? Work for what, money? I got all the money in the world. I’m the king, man! I run the underworld, guy. I decide who does what and where they do that. What am I gonna run around like some teeny bopper somewhere for someone elses money? I make the money man, I roll the nickels. The game is mine. I deal the cards.

Quentin Tarantino wykorzystał historię napadu na willę Polańskiego jako motyw w filmie Pewnego razu... w Hollywood (2019).

Zespół Suicidal Tendencies w piosence "You can’t bring me down" wspomniał o Mansonie 

Who the hell you calling Crazy? You wouldn't know what crazy was if Charles Manson
Was eating fruit loops on your front porch